# 디어 보이즈
《디어 보이즈》(DEAR BOYS)는 야가미 히로키가 원작한 만화 작품. 2007년 제31회 코단샤 만화상 소년부문 수상. 슬램 덩크 이후 드물었던 농구 만화계와 애니메이션계에 다시 등장했다. 특히 컴퓨터 그래픽을 이용하여 제작비 절감이 가등해졌고, 미소년 캐릭터들의 등장으로 여성 팬들에게 인기를 끌었던 작품이다.

## 줄거리
가나가와 현립 미즈호고교 농구부의 이야기를 다룬다.

## 등장인물

### 미즈호 고교 농구부
아이카와 카즈히코 (정관우)
텐도우지 고교에서 전학을 온 남학생. 점프력과 스피드가 뛰어나며 농구부 활동이 끝나면 비디오 가게에서 아르바이트를 한다. 남을 배려하는
따뜻한 성격의 인물
후지와라 타쿠미 (강태석)
미즈호 고교 농구부의 주장이며, 여성 농구부의 주장인 무츠미와 연인이다. 코치와의 폭력 사건으로 인해 농구부가 1년간 활동 중지라는
징게를 받게 만든다.
미우라 란마루 (서지훈)
미즈호 고교 농구부 소속으로 곱상한 외모의 미소년. 늘 냉정하고 침착해서 팀의 두뇌 역할을 담당하며 후지와라와 중학교 시절부터 친구사이이다.
이시이 츠토무 (마상열)
미즈호 고교 농구부 소속으로 쉽게 흥분하는 다혈질 성격의 인물이지만 승부근성이 강하다는 장점을 지니고 있다ㅣ.
도바시 켄지 (박동식)
미즈호 고교 농구부 소속으로 내성적인 성격의 소유자. 큰 덩치와 먹을 것을 들고 다니는 것때문에 아저씨라고 놀림을 당한다.
히무로 코코 (나원선)
미즈호 고교 농구부의 자문겸 감독. 아이카와의 담인 선생님으로 영어 담당이다.
모리타카 마이 (이미나)
미즈호 고교 여성 농구부의 부주장으로 아키요시의 친구이자 여성 농구부 부주장이다.
아키요시 무츠미
아이카와 , 후지와라의 같은 반 친구. 미즈호 고교 여성 농구부의 주장으로 후지와라 타쿠미의 연인이다.
안자키 사토미 (한혜리)
미즈호 고교 남자 농구부의 매니저. 타쿠미의 중학교 후배로 중학교 재학시절 여성 농구부의 일원이었으나 심한 부상으로 은퇴했다. 팀원들에게
싫은 소리도 거침없이 하는 성격으로 또 다른 농구만화 슬램 덩크의 아야코 (이한나)와 같은 역할이다.

## 성우
- 이상헌 - 정관우 역
- 이상범 - 강태석 역
- 윤소라 - 나원선 , 한혜리 역
- 김희선 - 류세희 역
- 배주영 - 이미나 역
- 유동균 - 서지훈 역
- 김기철 - 마상열 역
- 이장우 - 박동식 역
- 정현경 - 신연선 역
- 소연 - 이승연 역
- 정윤정 - 김주영 역

### 부제
일부 화수에 있는 괄호는 애니원 방영 당시의 부제 명칭.
- 제1화 : 신경 쓰이는 전학생
- 제2화 : 남자 농구부 부활시키다?
- 제3화 : 연습시합의 상대는?
- 제4화 : 질 수 없는 의지
- 제5화 : 상처투성이의 반격
- 제6화 : 각각의 추억
- 제7화 : 불안한 공기
- 제8화 : 차가운 비
- 제9화 : 네가 있으니까
- 제10화 : 닫혀버린 정열
- 제11화 : 꿈을 이은 사람들
- 제12화 : 만남은 갑자기...
- 제13화 : 맞지 않는 톱니바퀴
- 제14화 : 불안과 부담
- 제15화 : 라이벌들
- 제16화 : Dead Heat
- 제17화 : Never Give Up!
- 제18화 : Game Set
- 제19화 : 결승의 상대는?
- 제20화 : 흔들리는 결심
- 제21화 : 서로 의지하는 동료들
- 제22화 : 6번째 멤버
- 제23화 : 결승
- 제24화 : 일보전진 일보후퇴
- 제25화 : 결과... 그리고
- 제26화 : 내일을 향해...

### 주제가
오프닝 테마(일본)
1. 〈Sound of Bounce〉 / 노래 : DA PUMP

오프닝 & 엔딩 테마(한국)
- 〈Sound of Bounce〉 / 노래 : 이선일 , TULA

엔딩 테마(일본)
1. 〈Baller의 신호〉/ 노래 : CHRIS